# الیدرس
الیدرس (به لاتین: Aliđerce}} یک منطقهٔ مسکونی در صربستان است که در Pčinja District واقع شده‌است.

## خصوصیات
الیدرس ۱٬۰۳۳ نفر جمعیت دارد.